# طلعت حرب
محمد طلعت بن حسن محمد حرب (25 نوفمبر 1867 - 21 أغسطس 1941) اقتصادي ومفكر مصري، كان عضوًا بمجلس الشيوخ المصري، وهو مؤسس بنك مصر ومجموعة الشركات التابعة له، يعد أحد أهم أعلام الاقتصاد في تاريخ مصر ولقب بـ «أبو الاقتصاد المصري» فقد عمل على تحرير الاقتصاد المصري من التبعية الأجنبية وساهم في تأسيس بنك مصر والعديد من الشركات العملاقة التي تحمل اسم مصر مثل شركة مصر للغزل والنسيج ومصر للطيران ومصر للتأمين ومصر للمناجم والمحاجر ومصر لصناعة وتكرير البترول ومصر للسياحة وستديو مصر وغيرها.
ولد بالقاهرة وتخرج من مدرسة الحقوق عام 1889 والتحق للعمل مترجم بالقسم القضائي «بالدائرة السنية» ثم أصبح رئيسا لإدارة المحاسبات ثم مديراً لمكتب المنازعات حتى أصبح مديراً لقلم القضايا. وفي عام 1905 انتقل ليعمل مديراً لشركة كوم إمبو بمركزها الرئيسي بالقاهرة، ثم مديراً للشركة العقارية المصرية والتي عمل على تمصيرها حتى أصبحت غالبية أسهمها للمصريين، وفي عام 1910 حاولت الشركة المالكة لقناة السويس تقديم مقترح لمد امتياز الشركة 50 عاماً أخرى، إلا أن طلعت حرب ساهم في حشد الرأي العام لرفض ومعارضة هذا المقترح وأصدر كتابه «مصر وقناة السويس»، حيث أثمرت هذه الجهود لاحقاً قيام مجلس النواب برفض هذا المقترح.
شارك في ثورة 1919 وبدأت بعدها تتبلور فكرة بنك وطني للمصريين للتحرر من الاحتكار المصرفي الأجنبي، وساهم في إنشاء «شركة التعاون المالي» بهدف الإقراض المالي للمصريين، ومع انتشار دعوته التف حوله الكثيرون ونجحوا في تأسيس «بنك مصر» عام 1920، وتوالت العديد من المشروعات الاقتصادية الكبرى داخل وخارج مصر، إلا أنه في عام 1939 عانى البنك من أزمة مالية كبيرة تحت ضغط كلا من الحكومة المصرية وسلطات الاحتلال الإنجليزي، ورفض البنك الأهلي منحه قروض بضمان محفظة الأوراق المالية، وعندما لجأ طلعت حرب إلى وزير المالية أشترط وقتها أن يترك منصبه لعلاج الأزمة، مما أجبره على الاستقالة من البنك.
كان لدى طلعت حرب أيضاً العديد من المساهمات الأدبية والثقافية، ولعل أبرزها معارضته الشهيرة لكتابات وأفكار قاسم أمين والتي جعلته يصدر كتابيه: تربية المرأة والحجاب وكتاب فصل الخطاب في المرأة والحجاب، كذلك لديه بعض المؤلفات الأخرى مثل: مصر وقناة السويس وتاريخ دول العرب والإسلام، كما كان من أعضاء الجمعية الجغرافية. توفي طلعت حرب عام 1941م في قرية تابعة لفارسكور بدمياط.

## نشأته

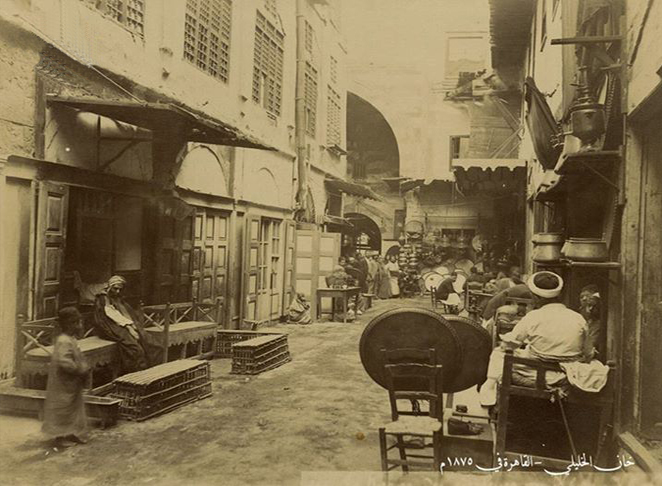
حي الحسين بالجمالية، بالقاهرة

ولد طلعت حرب في 25 نوفمبر 1867 بمنطقة قصر الشوق في حي الجمالية، وكان والده موظفاً بمصلحة السكك الحديدية الحكومية، وينتمي إلى عائلة حرب بناحية ميت أبو علي من قرى منيا القمح (وتتبع حاليا الزقازيق) بمحافظة الشرقية، كما كانت والدته تنتسب إلى عائلة صقر لقرية كفر محمد أحمد التابعة لمنيا القمح أيضاً. وكان طلعت حرب هو الابن الثالث لوالديه بعد شقيقيه محمود وعبد العزيز. وقد انتقل والده إلى القاهرة بعدما اضطر إلى بيع الفدان الوحيد الذي كان يملكه في الشرقية للوفاء بدَينٍ عليه لأصهاره من عائلة صقر. يرجح الزركلي ودافيز أنه يرجع لقبيلة حرب الحجازية.
حفظ طلعت حرب القرآن في طفولته ثم التحق بمدرسة التوفيقية الثانوية بالقاهرة. والتحق بعد ذلك بمدرسة الحقوق الخديوية في أغسطس 1885 وحصل على شهادة مدرسة الحقوق في 1889 وكان من أوائل الخريجين، وقد كان حصل على شهادة الدراسات الأولية في القانون عام 1886 وحصل على مرتبة الشرف بامتحانات الترجمة في أواخر نفس العام. اهتم بالإضافة لدراسة الحقوق بدراسة الأمور الاقتصادية، وكذلك الاطلاع على العديد من الكتب في مختلف مجالات المعرفة والعلوم مثل تاريخ العرب والإسلام والشعر، ودرس اللغة الفرنسية حتى أجادها إجادة تامة.
افتتح محمد طلعت أثناء دراسته محل لتجارة البقالة والألبان بالعباسية مع فؤاد سليم حجازي، ولكنه لم يتنجح. بدأ طلعت حرب حياته في السك الوظيفي مترجماً بقلم ليشتغل مترجماً بالقسم القضائي «بالدائرة السنية» ـ وهي الجهة التي كانت تدير الأملاك الخديوية الخاصة، ثم أصبح رئيسا لإدارة المحاسبات بعام 1889 ثم مديراً لمكتب المنازعات خلفا لمحمد فريد وذلك في عام 1901 حتى بيعت أراضي الشركة في عام 1905، فاشترى طلعت منها عزبة مساحتها 180 فدان بالمنيا، كما حصل في تلك الفترة على رتبة البكوية.
كانت كفاءة طلعت حرب في إدارة المشروعات سبباً في استعانة بعض الأعيان به، ومن أبرزهم عمر سلطان باشا الذي كان يعد أحد أغنى أغنياء مصر في ذلك الوقت، والذي أوكل إليه إدارة أعماله بصفة دائمة، كما كان وكيلا لفؤاد سليم باشا وأحمد بليغ باشا. ساهمت تلك الأعمال في إكسابه خبرة واسعة في الأمور الإدارية والتجارية وعلاقات متينة مع العائلات الغنية، كما تمتع بشهرة جيدة واعتبر واحداً من أبرز الكوادر الإدارية في تلك الفترة.

## حياته الأولى
انتقل في عام 1905 ليعمل مديراً لشركة كوم أمبو بمركزها الرئيسي بالقاهرة التي كانت تنشط في مجال استصلاح وبيع الأراضي واستقال منها عام 1909، ثم عاد ليصبح عضوا بمجلس إدارتها حتى عام 1936. وعبر هذه الشركة تواصل طلعت مع عدد العائلات اليهودية البارزة مثل عائلات سوارس والقطاوي وهرارى، فتعلّم منهم الكثير عن التجارة والاقتصاد ورأس المال الدولي. كما أسندت له في نفس الوقت شركة أراضي مصر والتي ساعدته على زيادة ثروته بشرائه 301 فدان بطلخا، وإقامة علاقات مع أعيان الدلتا. كما تولّى إدارة الشركة العقارية المصرية التي عمل على توطينها حتى أصبحت غالبية أسهمها في يد المصريين.
كانت مصر في هذه الفترة تعاني من استحواذ غير المصريين على كافة المناصب والأعمال التجارية، وكذلك كانت تعاني من أزمة اقتصادية كان يدفع ثمنها المواطن البسيط، بالإضافة إلى ظروف الاستعمار الذي بدأ في عام 1882، كان طلعت حرب يرى أن أولى خطوات التحرر من الاستعمار تأتي بضرورة تمصير الاقتصاد الذي كان معظمه بأيدي الأجانب، ولعل هذا هو ما شجعه على دراسة العلوم الاقتصادية وإتقان اللغة الفرنسية.

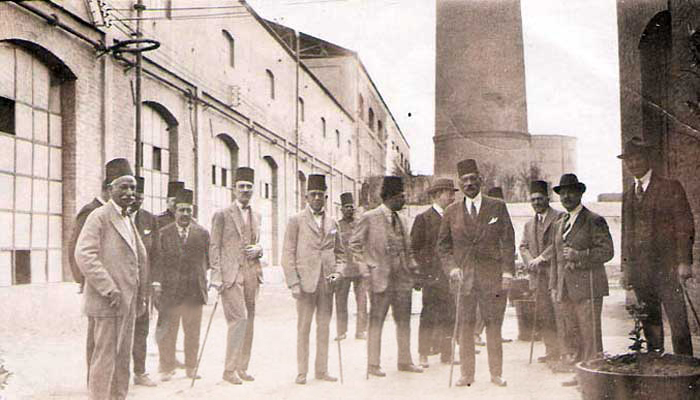
طلعت حرب مع كل من شريف صبري باشا، رئيس الوزراء إسماعيل صدقي باشا، رئيس الوزراء فيما بعد محمد محمود باشا، رئيس الوزراء السابق عدلي يكن باشا، في شركة كوم أمبو عام 1932

كان طلعت حرب أيضاً في بداية حياته كاتباً بارعاً، وسخر الكثير من كتاباته حول مناقشة قضايا العالم الإسلامي وقضايا مصر، خاصة في عام 1894 عقب عقد مؤتمر المستشرقين في باريس، فأهدى عثمان كامل، سكرتير السلطان، طلعت حرب رسالة في الدفاع عن الدين الإسلامي فترجمها طلعت حرب إلى اللغة العربية وعنونها كلمة حق عن الإسلام والدولة العثمانية، ثم أهداها إلى الشعب المصري، بالإضافة إلى كتابته. نشر قاسم أمين أولى كتبه «تحرير المرأة» في عام 1898، فرد عليه طلعت حرب بكتابه «تربية المرأة والحجاب»، واستمرت الحرب الأدبية بينهما لفترة من الوقت.
عمل طلعت حرب في عام 1907 ببنك بريطاني له فرع بمصر يسمى بنك القاهرة، وأحد المحطات التي أثرت بشخصيته هي أزمة عام 1907 المالية التي كسد فيها السوق، وتحول بعدها إلى الكتابة في الاقتصاد. وبالرغم من أدوار طلعت حرب الوطنية في تلك الفترة وإشادة مصطفى كامل به لدوره في مساعدة الفلاحين فترة عمله كمدير قلم الدائرة السنية، وكذلك لموقفه القوي في الدفاع عن الحجاب والمعتقدات، إلا أنه تعرض كثيراً للنقد من شخصيات الحركة الوطنية ومنهم محمد فريد، خاصة أنه لم يكن من مساندي مبادئ مصطفى كامل بل كان معارضاً لها، وعمل على استمالة صديقه عمر سلطان باشا عضو الحزب الوطني على إيقاف دعمه المالي للحزب الوطني بعد أن أصبح طلعت من أعضاء حزب الأمة، واعتبرت بعض الشخصيات تحول طلعت حرب الحزبي يشير إلى ميلانه للأثرياء والخديوي. إلا أن موقف طلعت حرب الوطني شهد تغييراً جذرياً في السنوات التالية، ورجح المفكر فتحي رضوان أن هذا التغيير سببه انتشار الوعي الوطني في هذه الفترة، وزيادة المد الثوري الذي شهدته مصر كلها قبل ثورة 1919 التي فجرت الكثير من البواعث الوطنية لدى الكثيرين. تجربته الحزبية هذه بين عامي 1902 و1908 جعلته يتحاشى فيما بعد ربط بنك مصر بحزب سياسي بعينه.
تقدمت شركة القنال في عام 1910 بطلب للحكومة المصرية بتمديد فترة امتياز شركة قناة السويس التي كانت ستنتهي في نوفمبر 1968 لمدة 40 سنة أخرى تنتهي سنة 2008. ووقفت الحكومة البريطانية موقف المؤيد لمد الامتياز خصوصا وقد بدأت الحركة الملاحية بالقناة تتضاعف ضعف ما كانت عليه، ولكن الحركة الوطنية المصرية بقيادة محمد فريد قادت هجوما كاسحا على طلب المد وقلبت الرأي العام ضده، حتى أن إبراهيم الورداني الذي اغتال رئيس الوزراء بطرس غالي باشا سنة 1910 صرح من ضمن اعترافاته أنه أقدم على فعلته لعدة أسباب منها ما ذكره من سعي بطرس غالي باشا لمد امتياز القناة، وألف طلعت حرب كتاب عن قناة السويس ليوضح الحقائق للعامة والخاصة عن تاريخ القناة، وكيف ضاعت حصص مصر من الأسهم والأرباح وخسائرها حتى 1909م. وكذلك تطرق محمد طلعت في كتابه إلى نقد الخديوي عباس حلمي الثاني لموافقته على فكرة تمديد عقد الامتياز، وكذلك الخديويون السابقين له لتسهيلهم استيلاء الأجانب على حقوق مصر، وشمل معهم النخبة التركية الشركية التي لم تهتم بشأن الشعب ولا بممارسات الأجانب بحقهم.
ساهم هذا الكتاب في إنشاء ضغط شعبي دفع بالجمعية العمومية بتكليف كل من محمد طلعت حرب وسمير صبري بكتابة تقرير عن الموضوع، وبالفعل قدما تقريرهما للجمعية الذي وضحا فيه خسائر مصر المالية المتوقعة في حالة تمديد الامتياز الحالي بالشروط السالف ذكرها، وبناءً على هذا التقرير رفضت الجمعية العمومية عرض تمديد امتياز شركة قناة السويس. وبقي الامتياز قائما بشروطه حتى جاء التأميم 1956م قبل نهاية الامتياز باثني عشر سنة.

## بنك مصر

### فكرته
كانت فكرة إنشاء بنك مصري وطني حلماً راود الكثيرين منذ أيام محمد علي باشا. فبالرغم من أن محمد علي قبل وفاته اتفق على إنشاء بنك برأسمال قدره 700 ألف ريال بالتشارك مع اليونان وفرنسا لتثبيت العملة حسب تسعيرة الحكومة، لكن مشروع البنك انهار بعد سنتين من إنشائه. ثم عادت فكرة بنك مصر إلى الحياة بعد أن دعا إليها «أمين شميل» في مقال له في 26 أبريل 1879 في جريدة «التجارة»، واجتمع على أثر ذلك عدد من أعيان مصر، غير أن الخلاف الذي نشب بين الجمعية الوطنية المصرية التي أنشأها الخديوي إسماعيل وبين الخديوي والتي وقعت في أعقابه الثورة العرابية أعاق إتمام الفكرة. ويحكي صديق عرابي الشهير «مستر بلنت» في مذكراته عن الثورة العرابية عن عزم عرابي إنشاء «بنك تسليف» للفلاحين لولا أن الاحتلال داهم الحكومة العرابية وقضى على المشروع.
بدأ طلعت حرب دعواه عام 1906 من أجل إنشاء نظام مالي مصري خالص لخدمة أبناء الوطن وللسعي أيضا للتحرر من القيود الاستعمارية الاقتصادية، وقد لقيت دعواه استجابة واسعة، استطاع طلعت حرب في عام 1908 (قيل 1910) تأسيس شركة التعاون المالي برأس مال مصري وذلك بهدف تقديم العديد من القروض المالية للشركات الصغيرة المتعسرة مادياً، وساعده أيضاً عودة الدكتور فؤاد سلطان من الخارج والذي كان يعد أحد أبرز الخبراء الاقتصاديين، وقدم الدعم الكامل لمساعي طلعت حرب.

وعقب انعقاد المؤتمر المصري الأول بأسيوط في 14 أبريل عام 1911 انتهز محمد طلعت حرب باشا اجتماع أعيان البلاد وكبرائها وعرضت لجنة المؤتمر فكرة إنشاء بنك مصري وقرر المؤتمر بالإجماع وجوب إنشاء بنك مصري برؤوس أموال مصرية، كما قرر اختيار محمد طلعت حرب باشا ويوسف أصلان قطاوي للسفر إلى أوروبا لدراسة فكرة إنشاء البنك بعد عمل دراسة كافية عن المصارف الوطنية وأسلوب عملها في الدول الأوربية.

صورة بنك مصر عند تأسيسه

طرح طلعت حرب بعدما عاد أوروبا رؤيته الفكرية واجتهاداته النظرية عن كيفية إحداث ثورته الثقافية في كتابه «علاج مصر الاقتصادي وإنشاء بنك للمصريين»، كان طلعت حرب ميالاً (بشكل واعٍ) للفلاحين والفقراء حيث كان يضطر معظمهم للاستدانة بشكل ربوي مجحف من بعض المرابين، وساهم في الدفاع عنهم عند تصفية الدائرة السنية وسعى إلى بيع الأراضي للفلاحين الذين يزرعونها. كانت أسعار القطن عالمياً قد شهدت زيادة، لكنها لم تصب في صالح المزارع المصري البسيط، كذلك لم يكن هناك نظام مالي يدعمهم فرغم إنشاء بنك أوف إيجيبت والبنك الأهلي، لكنهما كانا مخصصين لتمويل الأجانب فقط، وتسببت ظروف الاستعمار وقتها في استنزاف موارد الاقتصاد المصري لمصالحهم فقط. تعطلت جهود إنشاء البنك بسبب الحرب العالمية الأولى. وعادت فكرة إنشاء البنك عقب قيام ثورة 1919 في مصر.
قدم محمد طلعت حرب ويوسف أقطاي تقريرًا إلى لجنة التجارة والصناعة في عام 1916 بعنوان تقرير عن التجارة والصناعة الألمانية ركزا فيها على توسع التجارة والتصنيع بألمانيا وعلاقة الدولة بالاقتصاد، وذكرا المادة الثانية من مرسوم تأسيس البنك الوطني الألماني «أن غرض البنك هو استغلال المشروعات من أي نواع، سواء كانت هذه المشروعات عمليات مصرفية أو إقراض أو إصدار أو عمليات مالية أو صناعية وعقارية». وخرجت لجنة التجارة والصناعة أسست في نفس العام لدراسة أثار الحرب العالمية الأولى على مصر، بناء على هذا الطرح وغيره، بضرورة إنشاء مصرف وطني يقدم التسهيلات الائتمانية للمشروعات الصناعية الكبرى. وقد كان طلعت حرب في هذه السنين أيضًا نائب رئيس الغرفة التجارية المصرية وعضوًا في لجنة الموارد التابعة لوزارة المالية، كما حاول أن يؤسس في عام 1915 شركة تمويل المحاصيل المصرية.

### إنشائه

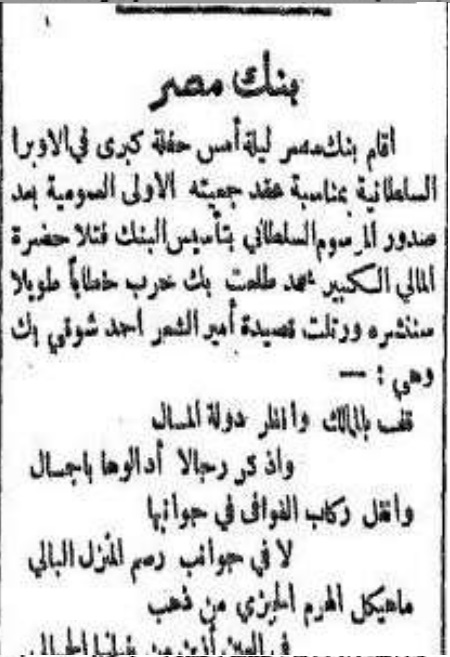
خبر إعلان تأسيس البنك عام 1920 - من جريدة الأهرام

أقنع طلعت حرب مائة وستة وعشرين من المصريين بالاكتتاب لإنشاء البنك، وبلغ ما اكتتبوا به ثمانين ألف جنيه، تمثل عشرين ألف سهم، أي أنهم جعلوا ثمن السهم أربعة جنيهات فقط، وكان أكبر مساهم هو عبد العظيم المصري بك من أعيان مغاغة الذي اشترى ألف سهم، تم عقد تأسيس الشركة بين ثمانية من المائة والستة والعشرين مساهماً جميعهم مصريون، وحرر بصفة عرفية في 8 مارس سنه 1920 - ثم سجل في 3 أبريل - أي بعد أقل من شهر وهؤلاء الثمانية هم: أحمد مدحت يكن باشا، يوسف أصلان قطاوي باشا، محمد طلعت بك، عبد العظيم المصري بك، الدكتور فؤاد سلطان، عبد الحميد السيوفى أفندي، اسكندر مسيحه أفندي، عباس بسيوني الخطيب أفندي. وفي الثلاثاء 3 أبريل سنه 1920 نشرت الوقائع المصرية في الجريدة الرسمية للدولة مرسوم سلطاني تأسيس شركة مساهمة مصرية تسمى «بنك مصر».
نص عقد الشركة الابتدائي، على أن الغرض من إنشاء البنك هو القيام بجميع أعمال البنوك، من خصم وتسليف على البضائع والمستندات والأوراق المالية والكامبيو والعمولة، وقبول الأمانات والودائع، وفتح الحسابات والاعتمادات، وبيع وشراء السندات والأوراق المالية، والاشتراك في إصدار السندات، وغير ذلك مما يدخل في أعمال البنوك بلا قيد أو تحديد، وأنه يجوز زيادة رأس المال بقرار من الجمعية العمومية للمساهمين، على أن يقوم بإدارة الشركة أو البنك مجلس إدارة مكون من تسعة أعضاء على الأقل ومن خمسة عشر عضواً على الأكثر تنتخبهم الجمعية العمومية، وانتخب مجلس الإدارة المكون من: أحمد مدحت يكن باشا رئيسا لمجلس الإدارة، ويوسف أصلان قطاوى وكيلا، ومحمد طلعت حرب بك نائب للرئيس وعضو مجلس الإدارة المنتدب، الدكتور فؤاد سلطان بك عضو مجلس الإدارة المنتدب بالإنابة، أما الأعضاء فهم: عبد الحميد السيوفي وعلي ماهر وعبد العظيم المصري وأسكندر مسيحة ويوسف شيكوريل وعباس بسيوني الخطيب.

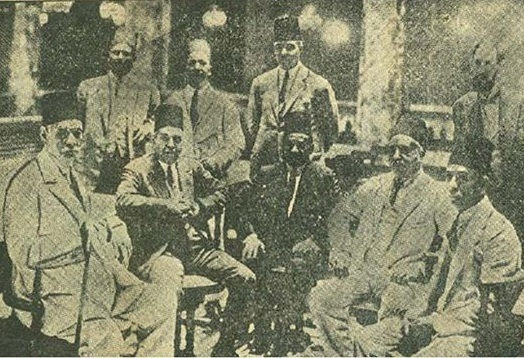
سعد زغلول في زيارة تهنئة لطلعت حرب بمناسبة افتتاح بنك مصر

اشترط العقد أن يملك عضو مجلس الإدارة مائتين وخمسين سهماً على الأقل، ولا يجوز له التصرف فيها طول مدة عضويته، وأن لا يكون عضواً بالجمعية العمومية من يملك أقل من خمسة أسهم. وتأسس بنك مصر حول المحاور الرئيسية وهي إنشاء بنك مصري برأسمال مصري وإدارة مصرية وكوادر مصرية ولغة تعامل عربية وتحويل تنموي للاقتصاد الوطني من الاستثمار الزراعي إلى الاستثمار الصناعي. وكانت من أهداف البنك تنويع اقتصاد مصر بعيدًا عن زراعة القطن، وتنظيم الحالة التجارية للبلاد بإنشاء النقابات والغرب التجارية.
لم تحاول سلطات الاحتلال البريطاني منع قيام هذا البنك المصري أو وضع العقبات في طريق إنشائه، على الرغم من أنه قام لينافس البنك الأهلي الذي كان يمثل سلطة الاحتلال الاقتصادي الإنجليزي لمصر، وأرجح ذلك إلى أن الشارع المصري كان في ذلك الوقت في حالة غليان في أعقاب ثورة 1919م، فلم تشأ سلطة الاحتلال أن تفجر الوضع مرة أخرى مثل ما حدث باعتقال سعد زغلول من قبل. كما أن الإنجليز ربما رأوا أن بنك مصر برأس ماله الصغير وقلة خبرة المصريين في أعمال البنوك لن يستطيع الصمود في المنافسة، ولن يلبث أن يقع ويغلق أبوابه، فلا داعي لدخول معركة ضد الرأي العام لا حاجة لهم بها.

### نموه
افتتح البنك رسميًا في 7 مايو 1920م، وألقى طلعت حرب خطبة في دار الأوبرا المصرية بمناسبة بدء أعمال بنك مصر، دافع فيها عن فكرة إنشاء البنك ورد على الاعتراض الخاص بقلة الأموال المساهمة في البنك. فبدأت رحلة بنك مصر في تمصير الاقتصاد المصري والقيام بدور كبير في الاقتصاد المصري، حيث ساهم في تأسيس مجموعة من الشركات المستقلة التي تدور في فلكه فترفعه والقطاعات الاقتصادية الأخرى تدريجياً نتيجة التفاعل الطبيعي بينها جميعاً، وأدت سياسته إلى الكثير من التطورات التي شوهدت في الاقتصاد الوطني والتي كانت مرتبطة إلى حد كبير بنشاط بنك مصر وشركاته أو كانت تمثل نتيجة من نتائجه.
لقي بنك مصر في سنواته الأولى دعمًا من البرجوازية الزراعية في مصر، التي رأت فيه وسيلة للتحرر من هيمنة البنوك الأجنبية، وفرصة لتنويع قاعدتها الاقتصادية بعيدًا عن الاعتماد شبه الكامل على محصول القطن، الذي كانت أسعاره قد شهدت انخفاضًا ملحوظًا في الفترة التي سبقت تأسيس البنك. كما أقبلت عليه الطبقة الوسطى، التي ازداد وعيها بالأفكار الوطنية في أعقاب ثورة 1919. وبعد أن أسس البنك بفترة قامت حملة حزب الوفد الداعية إلى مقاطعة البضائع البريطانية، والتي كانت من ركائزها الأساسية دعوة المصريين إلى سحب ودائعهم من البنوك الأجنبية وإيداعها في بنك مصر. بينما لم تشارك طبقة تجار الاستيراد والتصدير في دعم بالبنك بسبب ارتباطها الوثيق بالبنوك الأجنبية، بل كانت هي مصدر العديد من المشاكل التي تعرض لها البنك. وانقسمت الحركة الوطنية في دعمه بين من يرى أن تحقيق الاقتصاد الاقتصادي يجب أن يكون قبل السياسي ومن يرى أن الاحتلال يجب أن يزول بأسرع وقت.
نما البنك بسرعة وافتتح أفرع بالإسكندرية والقاهرة والمنصورة والمنيا ودمياط وطنطا والمحلة، وزاد رأس ماله إلى مليون جنيه في عام 1930، وبالتوازي مع هذا النمو حصل على تمثيل في المجلس الاقتصادي المصري الذي شكل بعام 1923 والمجلس التعاوني الأعلى الذي أنشئ بعام 1926، وكلاهما كان معنيًّا بتقديم المشورة للحكومة في صياغة السياسات الاقتصادية. ونال على تمثيل في مكتب التجارة والصناعة ولجنة منيا البصل والقاهرة واتحاد الصناعات المصري ومجلس إدارة بنك الأراضي المصري وغرفة القاهرة التجارية. وامتد نفوذه إلى الحياة النيابية بعد إعادة افتتاح البرلمان المصري عام 1924؛ حيث انتُخب طلعت حرب رئيسًا للجنة المالية والتجارة والصناعة والجمارك بمجلس النواب، وانتُخب فؤاد سلطان بك، نائب المدير التنفيذي للبنك، رئيسًا للجنة المالية. وانتخب مدير فرع البنك بشبين الكون محمد علوى الجزار بك وكيلا لمجلس الشيوخ، فضلًا عن عدد من مسؤولي البنك الذين تولّوا عضوية لجان المواصلات والأشغال العامة والزراعة والمجالس المحلية في بعض المديريات وبعض الوزارات. كما حصل البنك على امتياز أن يكون مورد ضخ الاستثمارات الحكومية في صندوقي تنمية التعاونيات الزراعية والصناعات الصغيرة.

## المشاريع الأخرى

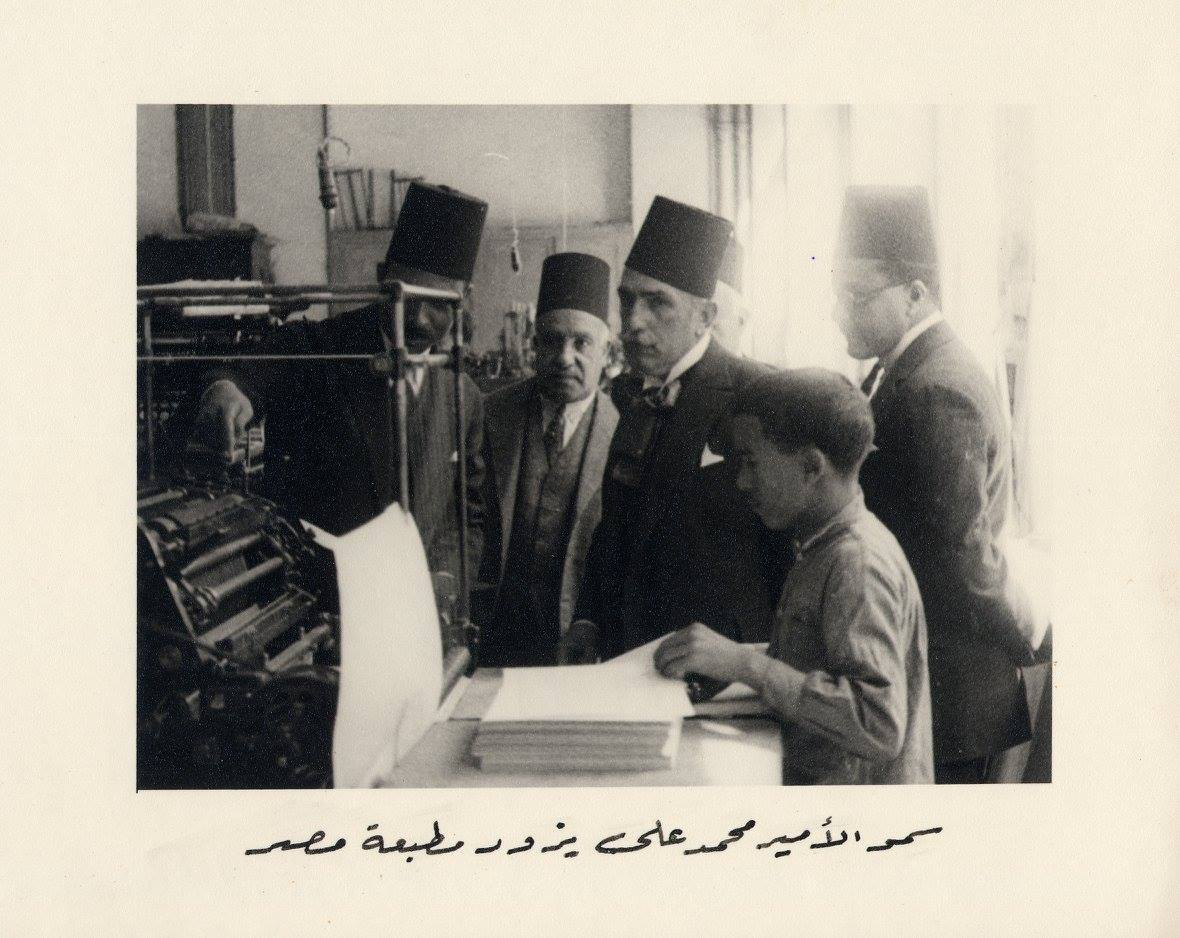
سمو الأمير محمد علي يزور مطبعة مصر ويقف بجواره طلعت باشا حرب

بعد عامين فقط من إنشاء بنك مصر أنشئ طلعت حرب عام 1922م أول مطبعة مصرية برأس مال قدره خمسة آلاف جنيه وذلك ليدعم الفكر والأدب ويقوي المقاومة الوطنية، ولكي تزود البنك وفروعه بما يلزمه من الدفاتر وأدوات الكتابة، ووصل رأس مال المطبعة بعد فترة لأكثر من 50 ألف جنيه،.
بعد إنشاء المطبعة، توالت الشركات المصرية التي ينشئها البنك مثل شركة مصر لحليج القطن التي أسست بمغاغة في 2 أكتوبر 1924 وتوسعت ليصبح لها فروع في بنها والمنصورة والمحلة والوسطى والفيوم وجرجا، ثم شركة مصر للنقل البري بعام 1925 التي اشترت أول حافلات لنقل الركاب، كما قامت الشركة بشراء الشاحنات الكبيرة لنقل البضائع من الموانئ. كما أنشأ البنك شركة مصر للنقل النهري ساهم أيضاً في إنشاء شركة مصر للتمثيل والسينما، أسس شركة مصر للغزل والنسيج بالمحلة الكبرى في عام 1927، وافتتح الشركة في 23 مارس 1931 بحضور الملك فؤاد الأول، وقد كانت الشركة تحتوي في ذلك الزمان على اثني عشر قسمًا منها قسمين لغزل الكتان ونسجه وأخر للأصواف والأجواخ والبقية لمختف الصناعات القطنية. وفي يوم الافتتاح، أعجب الملك فؤاد بالمجمع الصناعي فقال لطلعت: «مبروك يا باشا»، مانحًا إياه لقب البشوية.

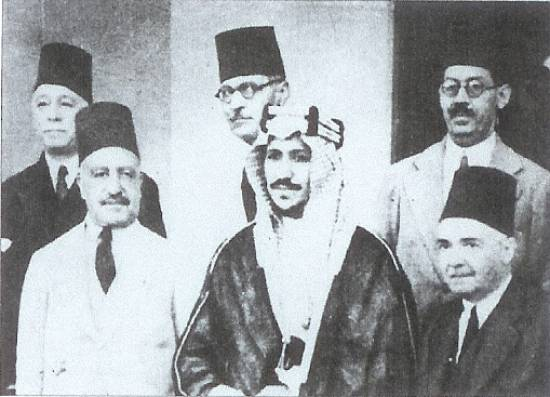
طلعت حرب مع الملك سعود (كان أمير آنذاك) خلال زيارته الأولى للقاهرة عام 1930 م

أنشأ أيضا في عام 1927 شركات مصر لمصايد الأسماك، ومصنع للأزرار بالسويس، ومصر للكتان، أما شركة الطيران فكانت فكرة وزارة الطيران البريطانية التي رغبت في توثيق علاقتها التجارية بمصر، فطرحت الوزارة هذه الفكرة على شركة هيوستن المحدودة، التي بدورها تواصلت مع طلعت حرب، الذي رحب بالفكرة فأنشئت شركة مصرية للطيران إلى أن صدر في 27 مايو 1932مرسوم ملكي بإنشاء شركة مصر للطيران كأول شركة طيران في الشرق الأوسط برأس مال 20 ألف جنيه. بدأت الشركة خطوطها المحلية في أغسطس 1933، اعتبرت الشركة الناقل الوطني لمصر في عام 1935، وبحلول عام 1938 كانت تُسير رحلات منتظمة داخلية بين المدن المصرية وفي الحجاز، فضلًا عن خطوط دولية تربط مصر بكل من فلسطين وسوريا والعراق وقبرص.
أسس بنك مصر أربع شركات جديدة في عام 1934، تنوّعت مجالات نشاطها بين التأمين والملاحة والصناعة والسياحة. من بين هذه الشركات شركة مصر لصباغة الجلود، وشركة مصر لعوم التأمينات، التي أُنشئت بالتعاون مع شركتي بورنج للتأمين وتريستا العامة للتأمين، وبلغ رأسمالها مائتي ألف جنيه. كما أنشأ البنك شركة مصر للملاحة البحرية كان اهتمام هذه الشركة منصبًا على نقل الحجيج وكان له خط يربط بين الإسكندرية ومرسيليا. وأسس كذلك شركة مصر للسياحة، بالتعاون مع شركة كوكس آند كنغز. وأسس البنك لاحقًا شركات مصر للصباغة ومصر للتبغ والسجائر ومصر للمستحضرات الطبية ومصر للمناجم والمحاجر ومصر لتجارة وتكرير الزيوت، وكان يتصوّر أن تسهم الشركتان الأخيرتان بدورٍ كبير في مجال التنقيب عن البترول في العالم العربي، غير أنّ الأزمات التي عصفت ببنك مصر حالت دون تحقيق هذا الطموح. كان يُخطط لدمج شكرة مصر للنقل والملاحة وشركة فلوفيال لتصبح مصر فلوفيال وخطط لإنشاء مصنع الحرير السليلوزى بالتشارك مع عائلة اللوزى.
ساهمت هذه المشاريع الوطنية في إذكاء الروح الوطنية في هذه الفترة، حيث شجعت هذه المشاريع الكثيرين على فكرة الادخار لدى البنك، وزادت ودائع البنك مقارنة بكل البنوك الأجنبية العاملة في مصر، كذلك شجعت المشاريع المواطنين للإقبال على شراء منتجات هذه الشركات كبديل عن البضائع الأجنبية، كما أسس بعض المفكرين جماعة «المصري للمصري» وعملت على تشجيع المواطنين والتجار والمصانع للتعامل مع الشركات المصرية، كما أنشئت شركة بيع المصنوعات المصرية في عام 1932، والتي افتتحت 16 محلا للتجزئة بمصر وشاركت بالعديد من المعارض التجارية العربية.

## مشروعات خارجية

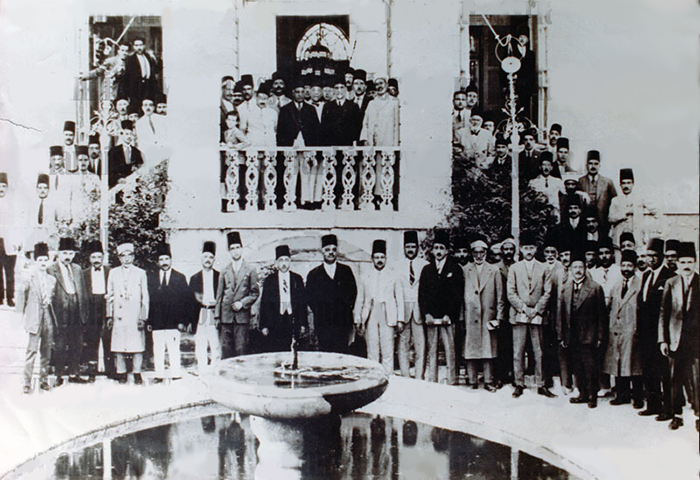
طلعت باشا حرب مع أعضاء الكتلة الوطنية في دمشق عام 1932

كان طلعت حرب يتطلع لقيام بنك مصر بدور أكبر في الأقطار العربية، وفتح مجالات أخرى لنشر فكرة البنك ومزيد من التعاون المشترك، وتمتعت مشاريع وإنجازات طلعت حرب مع بنك مصر بصيت واسع في العديد من الدول المجاورة، خاصة أنها كانت تعاني من هيمنة الاقتصاد الأجنبي عليها وعدم وجود أنظمة مالية وطنية.
زار طلعت حرب كلًّا من سوريا ولبنان وفلسطين مرتين، في عامي 1928 و1929، والتقى خلال رحلتيه عدد من أعيان يافا والقدس ورام الله وبيروت ودمشق. وكان قد خطط لإنشاء بنك مصر فلسطين في عام 1921، على أن يُقام مركزه الرئيسي في حيفا، برأسمال قدره 100 ألف ليرة فلسطينية، تُسهم فيه شركة بنك مصر بنسبة 51%، ويُسهم الفلسطينيون بالباقي. غير أن هذا المشروع لم يُكتب له النجاح. بينما أُعلن في يناير 1929 عن افتتاح فرع جديد للبنك تحت اسم بنك مصر وسوريا ولبنان، لكنه لم ينجح مثل نجاحه بمصر.
زار طلعت حرب السودان في ديسمبر 1935 فمر بالمشروعات الاقتصادية مثل مشروع الجزيرة واستطاع أن يلتقي بالحاكم العام للسودان وقدم عدة هدايا للمدارس والمستشفيات والمؤسسات الخيرية، وزار الحجاز في بداية عام 1936 وساهم في استكمال مستشفى جدة ومكة وساهم أيضا في تأسيس مرفق الإسعاف الكامل في مكة المكرمة، وعمل على بناء فنادق جديدة بالسويس وجدة ومكة وعبد الطريق بين جدة ومكة، وأسس نظام للتلجراف، وكانت العملة الحجازية تعاني من الاضطراب صعوداً وهبوطاً في مواسم الحج نتيجة أسعار صرف العملات الأجنبية في جدة، مما دفع طلعت حرب لإقناع الحكومة بقيام بنك مصر بتحصيل تكلفة الحج قبل سفر الحجاج، ثم تحصل القيمة دفعة واحدة على أساس قاعدة الذهب، ما ساهم في استقرار العملة.
ودعته الحكومة العراقية لزيارة البلاد، ثم توجه بعدها إلى المعرض العربي بدمشق ثم زار بيروت. كان طلعت حرب يتمتع بعضويات مجالس إدارات شركات أجنبية قبل تأسيس بنك مصر، وساهمت هذه العلاقات في فتح أبواب جديدة للتعاملات الخارجية، حيث أسس في 22 نوفمبر 1926 «بنك مصر - فرنسا» في باريس، الذي هدف لتقديم خدمات السفر لسياح المصريين بأوروبا.

## قائمة المشروعات

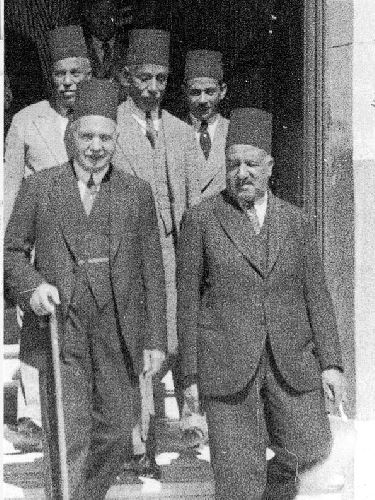
طلعت حرب ومدحت يكن في افتتاح أحد مقرات بنك مصر عام 1935

يتضح أن طلعت حرب أرد أرد أن تكون هذه الشركات «حلقات متصلا بعضها ببعض، دون أن يكون تأسيسها اعتباطا». قائمة المشروعات التي ساهم فيها طلعت حرب بالترتيب الزمني:
- 1920: بنك مصر، رأس مال 80,000 جنيه،
  - نادي طلعت حرب الرياضي؛ يعتبر متنفسا رياضيا واجتماعيا وترفيهيا للعاملين ولأسر العاملين ببنك مصر وشركاته.
- 1922: شركة مصر للطباعة (مطبعة مصر)، رأس مال 5,000 جنيه زيد ليصبح خمسين ألف جنيه،
- 1923: شركة مصر للورق برأس مال قدره 30,000 جنيه،
- 1924: شركة مصر لحج الأقطان، رأس مال قدره 30,000 جنيه زيد فأصبح 250 ألف جنيه،
- 1925: شركة مصر للنقل والملاحة برأس مال قدره 40,000 جنيه،
- 1925: شركة مصر لصناعة السينما (استديو مصر)، رأس مال 15,000 جنيه زيد فأصبح 75 ألفا،
- 1926: عمل على تمصير الشركة المصرية العقارية،
- 1926: بنك مصر الفرنسي برأس مال قدره 5 مليون فرنك فرنسي،[68]
- 1927: شركة مصر للغزل والنسيج، رأس مال 300,000 جنيه زيد فأصبح مليونًا،
- 1927: شركة مصر لمصايد الأسماك، رأس مال 20,000 جنيه زيد فأصبح 70 ألف،
- 1927: شركة مصر لغزل الحرير، رأس مال 10,000 جنيه،
- 1927: شركة مصر للكتان، رأس مال 10 ألاف جنيه زيد ليصبح 45,000 جنيه،
- 1929: بنك مصر سوريا لبنان برأس مال قدره ملبون ليرة لبنانية ما يعادل 160 ألف جنيه، بمعاونة أعيان تلك البلاد،
- 1930: شركة مصر لتصدير الأقطان برأس مال قدره 120 ألف أصبح 160,000 جنيه،
- 1932: شركة بيع المصنوعات المصرية، رأس مال 5,000 جنيه زيد فأصبح 80 ألف جنيه،
- 1932: شركة مصر للطيران رأس مال 20,000 جنيه زيد فأصبح 80 ألفا،
- 1934: شركة مصر للسياحة، رأس مال 7,000 جنيه،
- 1934: شركة مصر للتأمين كأول شركة تأمين برأس مال مصري وإدارة مصرية، برأس مال 200 ألف جنيه،
- 1934: شركة مصر للملاحة البحرية برأس مال 100 ألف جنيه زيد ليصبح 200 ألف،
- 1934: الشركة المصرية لدباغة وصناعة الجلود برأس مال قدره خمسة آلاف جنيه زيد ليصبح 50 ألفا،
- 1934: شركة مصر للشحن برأس مال 7,000 جنيه،
- 1938: شركة مصر لأعمال الأسمنت المسلح برأس مال قدره 6 ألاف جنيه،
- 1938: شركة مصر للغزل والنسيج الرفيع بكفر الدوار برأس مال قدره 250 ألف جنيه زيد ليكون نصف مليون،
- 1938: شركة مصر للصباغة (شركة صباغي البيضاء، بالتعاون مع برادفورد)، رأس مال 6 ألف جنيه،[101]
- 1938: شركة مصر للتبغ برأس مال 40 ألف جنيه،
- 1938: شركة مصر للمناجم والمحاجر برأس مال 40,000 جنيه،
- 1938: شركة مصر لصناعة وتجارة الزيوت برأس مال 30,000 جنيه،
- 1940: شركة مصر للمستحضرات الطبية والتجميل برأس مال 10 ألاف جنيه.

## النهضة الفنية

أم كلثوم في فيلم وداد باكورة إنتاج ستديو مصر عام 1935

افتتح طلعت حرب مسرح حديقة الأزبكية بحلته الجديدة في عام 1920، وأنشأ به فرقة تمثيلية جمعت نخبة من المؤلفين والمخرجين والممثلين. وفي عام 1925 أنشأ شركة مصر للتمثيل والسينما (ستديو مصر)، ووضع حجر الأساس لبناء ستديو مصر في السابع من مارس عام 1934، وفي الثاني عشر من أكتوبر عام 1935 افتُتح لاستديو في منطقة الهرم بالجيزة. وكان قد أنشأ شركة ترقية التمثيل العربي في عام 1930. ولكي توفر الشركة الخبرات الوطنية أوفدت كوكبة من الشباب المصري إلى أوروبا، ففي عام 1933 انطلقت أول بعثة سينمائية إلى الخارج وتتكون من أربعة أفراد هم: أحمد بدرخان وموريس كساب لدراسة الإخراج في باريس، ومحمد عبد العظيم لدراسة التصوير في برلين، وتبعهم حسن مراد لدراسة فنون إعداد الجرائد السينمائية في فرنسا وإيطاليا وألمانيا، وقد عين الممثل المعروف في ذلك الوقت أحمد سالم أول مدير للاستديو.

كان للاستوديو دورٌ بارز في توسّع بنك مصر، إذ تولّى إعداد أفلام وثائقية وترويجية عن أنشطة البنك ومشاريعه، عُرضت على عدد من رجال السياسة في العالم العربي. بدأ ستديو مصر بإنتاج أول أفلامه بقصة مصرية هي وداد بطولة أم كلثوم وأحمد علام، وإخراج الألماني فريتز كرامب، وقد مثل الفيلم مصر لأول مرة في مهرجان فينيسيا الدولي السينمائي (1936). ثم توالت إنتاجاته لينتج أفلام مثل سلامة في خير ولاشين والعزيمة وسي عمر وسيف الجلاد وغرام وانتقام والسوق السوداء والنائب العام وشبح نصف الليل. أكد طلعت حرب على أهمية السينما وخطورة دورها عندما قال:
| طلعت حرب    | إننا نعمل بقوة اعتقادية وهي أن السينما صرح عصري للتعليم لا غنى لمصر عن استخدامه في إرشاد سواد الناس | طلعت حرب |
| — طلعت حرب، | |          |

## استقالته

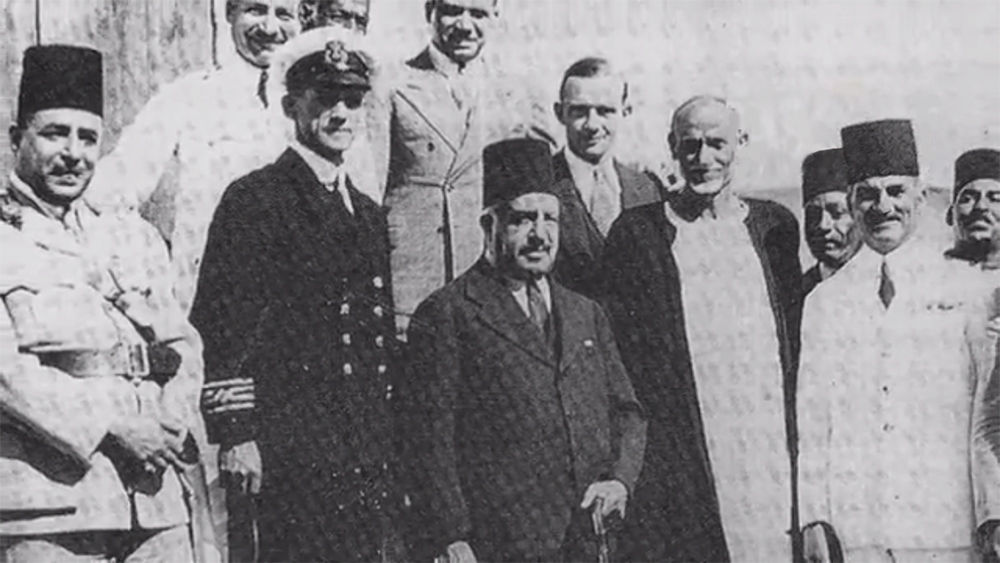
طلعت حرب باشا على الباخرة النيل مسافراً إلى أوروبا عام 1933

كان منزل طلعت حرب في حي العباسية بالقاهرة، في أواخر ثلاثينيات القرن العشرين، أشبه بـصالون سياسي وثقافي، يتردد عليه عدد من مشاهير مصر وفلسطين والعراق بل وبعض أفراد العائلة الحاكمة بالسعودية. وقد اضطلع طلعت حرب، من خلال مكانته وعلاقاته، بدورٍ في تسهيل التوافق بين الحكومتين المصرية والسعودية، وساهم في الوساطة خلال النزاع بين السعودية واليمن.
ولكن على الرغم من النجاح الذي حققه بنك مصر والإنجازات الاقتصادية التي قام بها، إلا أن عام 1939 ظهرت فيه بوادر بدء الحرب العالمية الثانية والتي أدت إلى حالة من الكساد الاقتصادي ودفعت المخاوف الكثيرين لسحب ودائعهم لدى بنك مصر مما تسبب في أزمة سيولة، خاصة مع عدم احتفاظ البنك بنسبة من الأصول المصرفية التي لديها لكي تكون موجودة تحت طلب عملائها، وقيامه بعمليات مصرفية كثيرة بدون ضمان كاف. وفاقم من المشكلة الظروف الخارجية مثل إحجام اليابان وبريطانيا عن استيراد القطن المصري، إذ ما استمرت القيود الجمركية عليه، وهي التي كانت تحمي صناعة النسيج المحلية ومنها مصانع المحلة من إغراق السوق الخارجية. كما كان هناك كثير من كبار البرجوازيين يطمحون بمنصب إدارة البنك وإقصاء طلعت حرب عنه، ومن أبرزهم حافظ عفيفي باشا.
لجأ طلعت حرب إلى البنك الأهلي فرفض محافظه الإنجليزي إدوارد كوك وقتها أن يقرضه بضمان محفظة الأوراق المالية، وعندما ذهب إلى وزير المالية حينذاك حسين سري باشا لحل هذه المشكلة، وطلب منه إما أن تصدر الحكومة بيانا بضمان ودائع الناس لدى البنك، أو أن تحمل البنك الأهلي على أن يقرض بنك مصر مقابل المحفظة، أو أن تأمر بوقف سحب ودائع صندوق توفير البريد، إلا أن حسين سري رفض ذلك واشترط تقديم طلعت حرب لاستقالته وفصل الشركات التابعة للبنك عنه وتصفية الشركات غير الناجحة منها وتوقف البنك على إنشاء مشاريع جديدة. عزا البعض تصرف البنك الأهلي والحكومة الإنجليزية إلى أن طلعت حرب كان يرجو أن يطبع بنك مصر العملة المصرية بدلا من البنك الأهلي. فقبل على الفور هذا الشرط من أجل إنقاذ البنك وتولى منصبه حافظ عفيفي، وقال كلمته المشهورة:
| طلعت حرب | مادام في تَرْكي حياة للبنك فلأذهب أنا وليعيش البنك. | طلعت حرب |
| —        |                                                   |          |

## وفاته

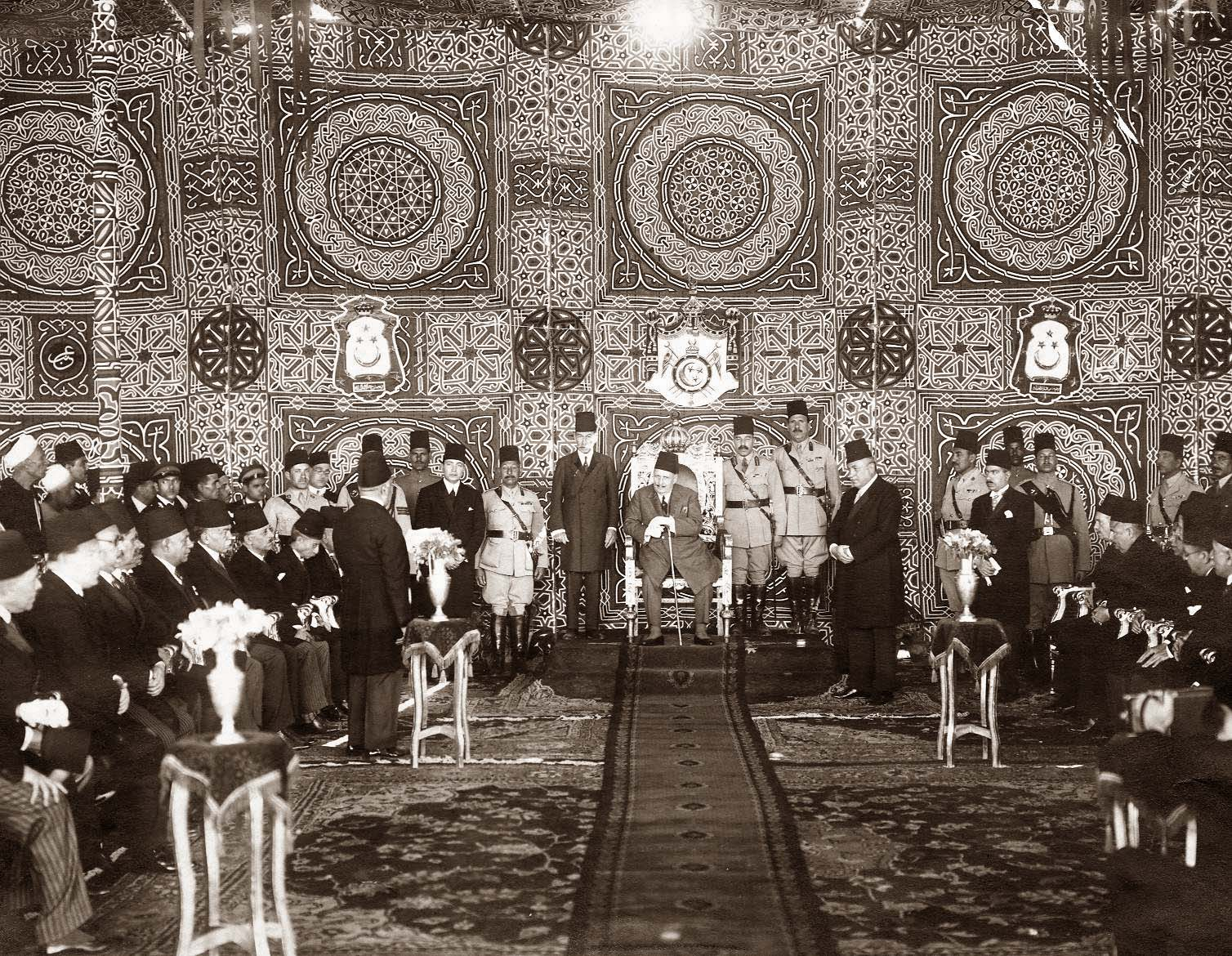
الملك فؤاد يجلس في السرادق المقام بشركة غزل ونسيج القطن بالمحلة الكبرى حيث كان يستمع إلى خطبة طلعت حرب

عقب استقالته من إدارة بنك مصر، انتقل طلعت حرب للعيش في قرية العنانية، في مركز فارسكور بدمياط، حيث عاش بعيداً عن الأضواء، وقد أصيب بمرض اليرقان. وتوفي في الواحد والعشرين من أغسطس عام 1941 عن عمر يناهز 74 عامًا. أُقيمت جنازته بمنزله الموجود في شارع رمسيس (الملكة نازلي)، تحركت الجنازة في تمام الساعة العاشرة باتجاه صحراء المماليك (مقابر صلاح سالم) يتقدمها مشاة شرطة يقودهم القائم مقام محمد شكرى بك ثم أناس يحملون أوسمته والأكاليل ثم نعشه يحمله بعض موظفي البنك ثم المشيعين يتقدمهم مندوب الملك فاروق فايز طبوزادة بك وحسين سري باشا ومندوب عن مصطفى النحاس باشا رئيس الوزراء والعديد من الشخصيات السياسية مثل: أحمد ماهر باشا وأحمد حسنين باشا وشيخ الأزهر مصطفى المراغي ومفتي الديار المصرية وشيخ المشايخ الصوفية ووكيل بطركية الأقباط صليب ميخائيل نائبًا عن البابا يؤأنس. والعديد من كبار الموظفين الحكومة والمفوضيات الأجنبية وأعضاء مجلس إدارة وموظفي بنك مصر.

## أفكاره

### الخلاف مع قاسم أمين
كانت بداية قاسم أمين نحو تحرير المرأة والدعوة لفك القيود التي تغل حريتها من وجهة نظره في عام 1898، وأصدر كتاب تحرير المرأة حيث لقي هذا الأخير معارضة شديدة من البعض وأبرزهم مصطفى كامل وطلعت حرب الذي قال: «أول شيء طرأ على ذهننا حين قرأنا الكتاب _ تحرير المرأة _ ورأينا الناس أخذت تسلق حضرة المؤلف بألسنة حداد ويحملون عليه وعلى كتابه حملات لم نتعودها على مؤلف غيره من قبل أنه لا بد في الأمر من شيء مهم حمل الناس على ذلك إذ لا يمكن أن يجتمع كل الناس على ضلالة فأخذنا نسأل ونتساءل ونبحث ونتناظر حتى علمنا أن هياج الرأي العام على حضرة المؤلف ناتج مما هو راسخ في أذهانهم من أن رفع الحجاب والاختلاط كلاهما أمنية تتمناها أوروبا من قديم الزمان لغاية في النفس يدركها كل من وقف على مقاصد أوروبا بالعالم الإسلامي» ثم يقول: «إن الدين الإسلامي لا يمنع مطلقا من تعليم المرأة وتربيتها وتهذيبها بل هو يحض على ذلك ويأمر به»، وأصدر طلعت حرب كتابه تربية المرأة والحجاب رداً على كتاب قاسم أمين، وبعد عامين صدر الكتاب الثاني لقاسم أمين المرأة الجديدة رد عليه طلعت حرب وأصدر كتابا آخر بعنوان (فصل الخطاب في المرأة والحجاب)، والذي أشاد به الزعيم مصطفى كامل في مقالاته المنشورة بجريدة اللواء.
لم تكن خصومته الفكرية مع قاسم أمين على قضية التحرير الأدبي للنساء وإنما كانت تتمركز حول مخاطر هذه الطفرة الطارئة التي لا مبرر لها في حياة النساء وما وراء هذه الطفرة من شر قد يستغله الدخلاء لتحقيق مصالح مادية ومعنوية، خاصة وأنه يعتبر أن قاسم أمين قد انطلق في قضية تحرير المرأة من المرجعية الغربية التي تسعى للنيل من الهوية الإسلامية.

### دوره في قضية المرأة

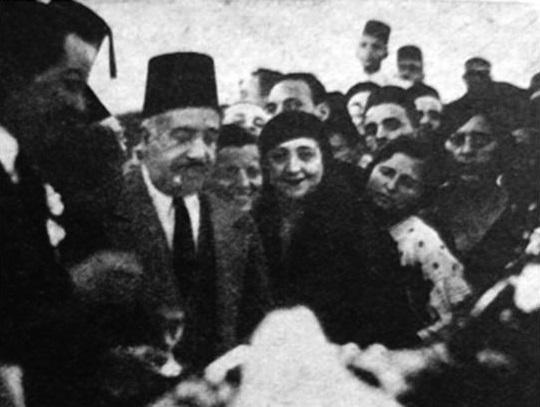
طلعت حرب وهدى شعراوي عام 1933 بمطار ألماظة في حفل تكريم أول طيارة مصرية لطفية النادي

بالرغم من موقف طلعت حرب من دعوات قاسم أمين وكتاباته، إلا أن نقطة الخلاف كانت في فكرة السفور الذي كان يعتبره البعض عائقاً لحرية المرأة وطالب بإزالته، فكان طلعت حرب يعتبر أن القضية الرئيسية لا تتعلق بحجاب المرأة إنما في تعليمها والتي أشار إليها في كتاب تربية المرأة والحجاب، وبالرغم من أفكار طلعت حرب التي أعتبرها البعض نوعاً من الرجعية إلا أن البعض وصفها بأنها تميل إلى الاعتدال.
احتفل الاتحاد النسائي بالذكرى العشرينية لذكرى قاسم أمين بمسرح حديقة الأزبكية في أبريل 1928، ودعي طلعت حرب لها وقبل الدعوة، وعند وصوله للحفل ورغم حسن التنظيم إلا أنه سأل المنظمين «وأين أماكن النساء؟»، وهو ما فسره المفكرون أن طلعت حرب ليس لديه اتجاهات سلبية نحو نشاطات المرأة، إنما كان يستهدف المحافظة على العادات والثوابت الموجودة بالمجتمع، واستشهدوا بقرار طلعت حرب بضرورة المشاركة النسائية الدائمة في جميع حفلات بنك مصر واجتماعاته.
كذلك عقب إنشاء شركة مصر للتمثيل والسينما (ستديو مصر) كانت أولى المشاركات نسائية وأبرزهم: أم كلثوم وأسمهان وفاطمة اليوسف وعزيزة أمير، وفي عام 1932 بعد أن أسس طلعت حرب مدرسة الطيران، التحقت بها لطفية النادي والتي استطاعت الحصول على إجازة الطيران في عام 1933 لتصبح أول فتاة مصرية عربية أفريقية تحصل على هذه الإجازة، وثاني امرأة في العالم تقود طائرة منفردة، والتي كرمها طلعت حرب فيما بعد.

## إنتاجه الأدبي ومؤلفاته

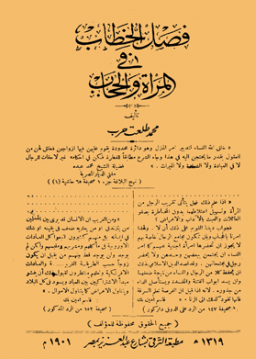
غلاف كتاب: فصل الخطاب في المرأة والحجاب

نشر طلعت حرب العديد من الكتب، كانت أولها كتب تتعلق بالدفاع عن الهوية الإسلامية في العقد الأخير للقرن التاسع عشر وهي: «كلمة حق على الإسلام والدولة العلية»، «تاريخ دول العرب والإسلام» الذي تطرق فيه لوضع العرب من الجاهلية وحتى الخلفاء الراشدين مع نبرة في انتقاد للنزعة الاستعمارية الأوروبية واعتقاد بأن العالم الإسلامي بإمكانه مقارعة العالم الغربي. وفي خضم معركته الأدبية والفكرية مع قاسم أمين أصدر كتابي: تعليم «المرأة والحجاب» (1898) وفصل الخطاب في المرأة والحجاب (1900). كما أصدر كتاب «مصر وقناة السويس» عام 1908، للتصدي لمحاولات الاستعمار لتمديد عقد امتياز قناة السويس، وفي عام 1911 أصدر كتاب «علاج مصر الاقتصادي»، كما صدر أيضا لطلعت حرب كتب منوعة وهي: «غاية الأدب في صناعات شعر العرب» و«البراهين البينات على وجوب تعليم البنات».
كما جُمعت جميع خطابات طلعت حرب في كتاب أطلق عليه: «خطب طلعت حرب» نشرته مطبعة مصر عام 1927. كما كان لطلعت حرب بعض الإسهامات الشعرية، وصدر له عدد من المقطوعات والقصائد منها: قصيدة في تهنئة السلطان عبد الحميد الأفخم (كتبها عام 1897)، وقصيدة في تهنئة محمود رياض باشا (1941)، وقصيدة مطلعها: «صرحت بالقصد والمحبوب قد كنى» (1941).

## أوسمة وجوائز
في عام 1931 منحه الملك فؤاد الأول لقب صاحب السعادة ورتبة باشا عقب افتتاح شركة مصر لغزل القطن والنسيج بالمحلة الكبرى. كما أهداه ملك السعودية الراحل الملك عبد العزيز آل سعود كسوة باب الكعبة الشريفة عام 1937، تقديرا لجهوده في إقامة المشروعات التنموية بالمملكة آنذاك. وفي عام 1980 وفي الذكرى الستين لتأسيس بنك مصر كُرم اسم طلعت حرب حيث منحه الرئيس الراحل محمد أنور السادات قلادة النيل العظمى تكريما لمجهوداته العظيمة في الاقتصاد المصري.

## حياته الشخصية
تزوج طلعت حرب في بداية شبابه، ولكن زوجته توفيت في سن مبكرة ولم يتزوج بعدها، وله ابن واحد حسن توفي في مطلع شبابه، إضافة إلى أربع بنات: فاطمة وعائشة وخديجة والصغرى هدى. أما أحفاده وحفيداته فقد عملوا في شتى المجالات من أبرزهم: السفير جلال عزت الذي كان سفيرا (توفي عام 2006).

## ما كتبه الآخرون عنه

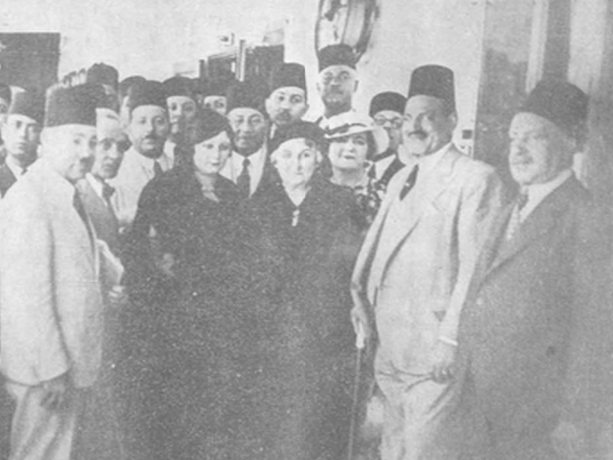
صورة تجمع بين طلعت حرب ومصطفى النحاس وعدد من الوزراء مع السيدة صفية زغلول حرم الزعيم سعد زغلول على ظهر مركبة الكوثر في منتصف الثلاثينات

### الشعراء
قال أمير الشعراء أحمد شوقي عنه وعن بنك مصر الكثير، أولها قصيدة نظمها في يونيو 1927 بمناسبة افتتاح المقر الجديد لبنك مصر يقول فيها:
وقال في نهاية قصيدة نظمها في 1929 بمناسبة افتتاح فرع بنك مصر بالإسكندرية: فَإِذا طَلَعتَ عَلى جَلالَةِ رُكنِها قُل تِلكَ إِحدى مُعجِزاتِ مُحَمَّدِ، وذكره في قصيدة النسر المصري التي نظمها بعام 1930.
وقال عنه معروف الرصافي:
وكتب جبران خليل جبران قصيدتين في تحية طلعت حرب وبنك مصر يقول في إحداهما:
وكتب فيه شعرًا أيضا كل من عباس محمود العقاد وكامل الشناوى، ومن خارج مصر الأخطل الصغير بشارة الخورى.

### الكتاب
قال عنه الأمير شكيب أرسلان: «إلى أن نبغ في مصر محمد طلعت باشا حرب، فكان في هذا الباب [الاقتصاد] أمة وحده، وأدرك بواسع عقله وثاقب فكره أن ليس في هذا الموضوع شيء يفوق طاقة المسلمين ... وقد وجدت عند هذا الرجل في جانب رجاحة العقل وسداد الحكم همة بعيدة قعساء ونزعة وطنية صافية من الأقذاء، سالمة من الأهواء... وبالاختصار اقتحم طلعت حرب معركة هي الأولى من نوعها في المجتمع الشرقي». كتب عنه المؤرخ الفرنسي جاك بيرك: «إن ميزته الأولى كانت في إدراكه للقوة الكامنة والإمكانات الهائلة التي لم تستغل بعد عند مواطنيه». ونقل الكاتب كلامًا لحافظ عفيفي أن بدون حلم طلعت بالبنك «ما كان قد تحقق شىء من هذه الأعمال. بدون ذلك الخيال الشعرى الكامن في روحه، ما كان بنك مصر قد رأى النور».
وأسهب الأديب أحمد حسن الزيات في الحديث عنه بعد شيوع خبر استقالته فقال تحت عنوان قالوا استقال طلعت حرب:«قلنا وكيف يستقيل طلعت حرب من عمل هو فكرته وكلمته وطريقته وغايته ورمزه؟! ... ولكن «طلعت حرب» معناه بنك مصر وشركات مصر واقتصاديات مصر، فلا تجد بين اسمه وبين هذه الأسماء تفاوتًا في الدلالة لا في الذهن ولا في الخارج، ... إن طلعت حرب موجود في مؤسساته وجود الروح في الجسم العامل، لا ينفك عنها ما دامت قائمة، ... فإنه لا يستطيع [التاريخ] أن يعزو نجاحنا الاقتصادي إلا إلى عوامل داخلية أولها وأهمها كفاية طلعت حرب، وجهاد طلعت حرب!».

## تكريمه

طابع البريد الذي أصدر تكريماً لذكراه

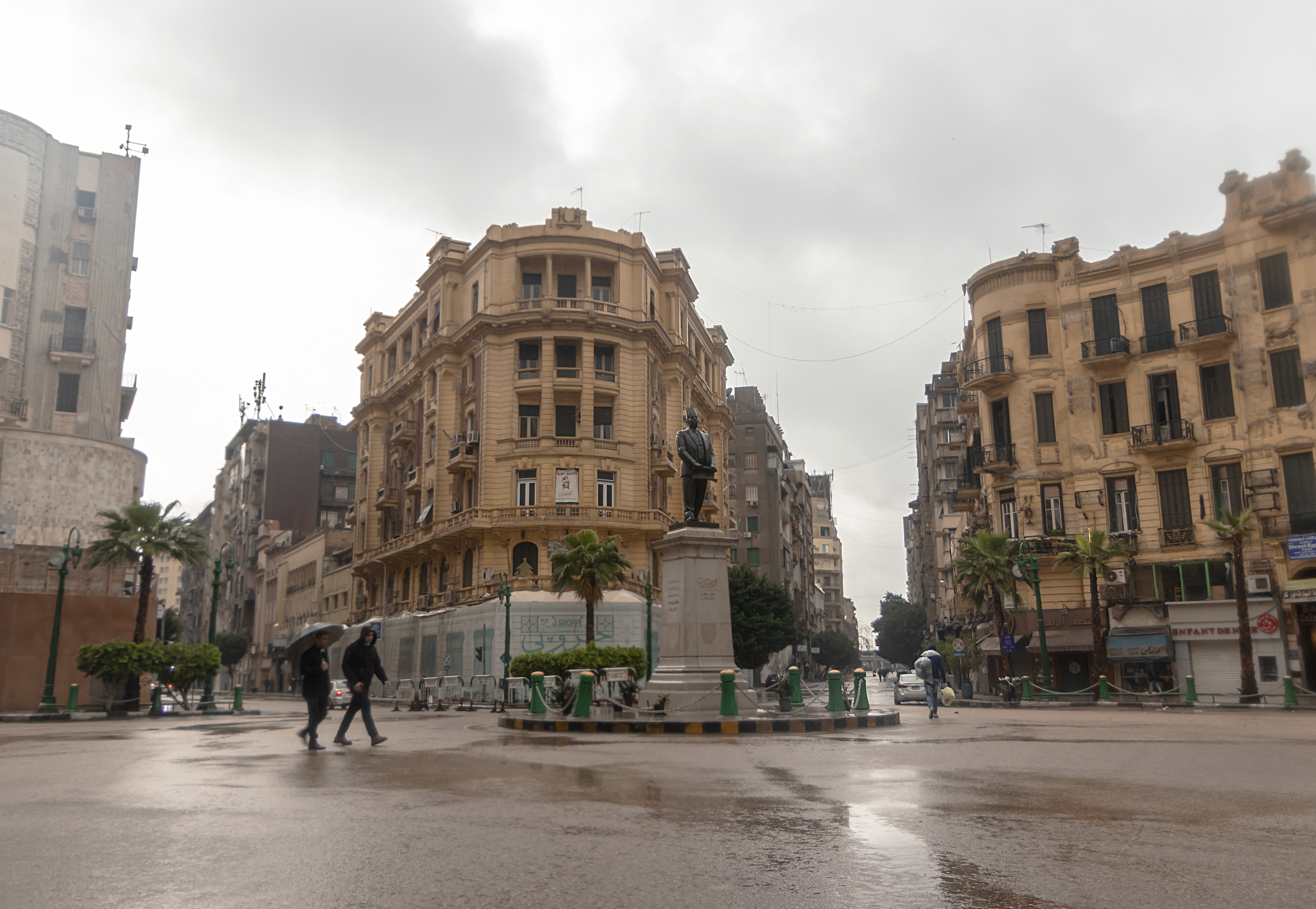
ميدان طلعت حرب وسط القاهرة

قُرر في سنة 1954 إطلاق اسم طلعت حرب على ميدان سليمان باشا (سابقا) ووضع تمثال له بوسط الميدان. ويعد ميدان طلعت حرب واحد من أهم وأشهر الميادين بوسط القاهرة والذي يقع على تقاطع شارع طلعت حرب وشارع قصر النيل وشارع محمد صبري أبو علم وشارع محمود بسيوني. وله أيضا ميادين أخرى تحمل اسمه، ومنها ميدان في مدينة الزقازيق بمحافظة الشرقية.
كما أطلق اسمه أيضا على شارع سليمان باشا (سابقا) والذي يعد أيضا أشهر وأهم الشوارع بوسط القاهرة. وتوجد أيضا شوارع أخرى تحمل اسمه بالإسكندرية، ودمياط والمحلة الكبرى والزقازيق. أنشئت وزارة الثقافة المصرية «مركز طلعت حرب الثقافي» في عام 1995، وأطلق بنك مصر اسم طلعت حرب على النادي الخاص بالبنك والذي يقع في حي العجوزة بالجيزة.
وفي الذكرى التسعين لإنشاء بنك مصر افتتح البنك متحف خاص به، وخصص ركن خاص بطلعت حرب ومشواره ومقتنياته وإنجازاته مع البنك، شهد الافتتاح أيضا حضور أسرة طلعت حرب وأحفاده. وقامت مصلحة البريد عامي 1970 و1992 بإصدار طابع بريد تخليدا لذكراه.

## في الفن والإعلام

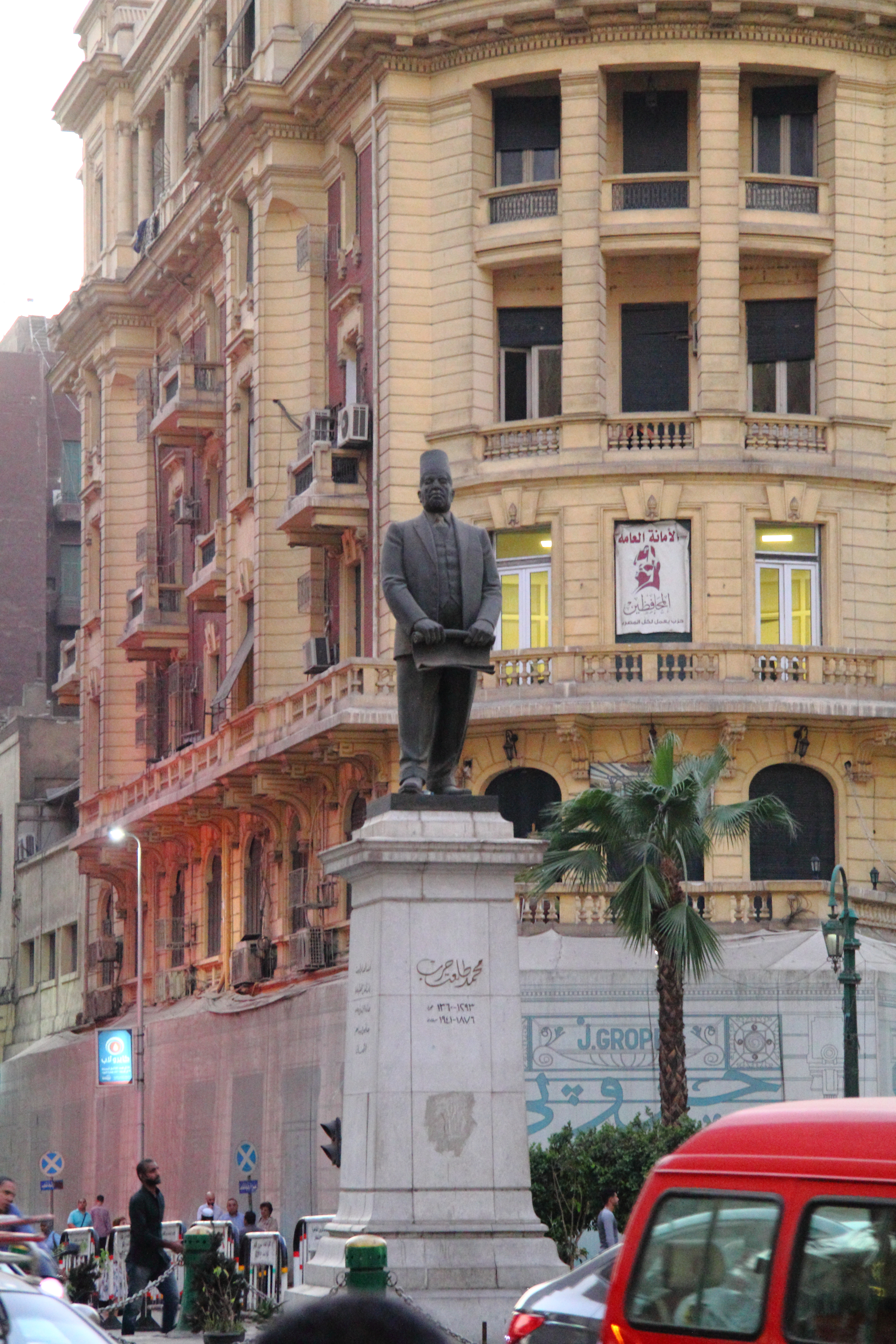
تمثال (نصب) طلعت حرب

قدمت كوكب الشرق أم كلثوم أغنية عنه بعنوان «أذكروه خلّدوه» في ذكرى طلعت حرب، وهي من ألحان رياض السنباطي وكلمات الشاعر المصري صالح جودت وذلك بتاريخ 20 فبراير عام 1957 في قاعة الاحتفالات الكبرى في جامعة القاهرة.
قامت الإذاعة المصرية عام 1981 بإنتاج المسلسل الإذاعي «طلعت حرب» والذي تناول قصة حياته بطولة: كرم مطاوع وسهير المرشدي ورشدي المهدي وإخراج أحمد علام. وظهرت شخصيته في بعض المسلسلات التلفزيونية مثل أم كلثوم وفي مسرحية اللي بنى مصر. كما من المفترض إنتاج مسلسل تلفزيوني عن سيرته من إخراج إنعام محمد علي، ولكن المشروع توقف. وأعيد إحيائه مرة أخرى في عام 2025 على أن يعرض في رمضان 2026.

### منشورات
1. 1 2 3 4  الزركلي (2002)، ج. 6، ص. 175.
2. 1 2  الإدارة العامة (1971)، ص. 137.
3. ↑  دافيز (2009)، ص. 103.
4. ↑  لجنة تخليد (1957)، ص. 5.
5. 1 2 3  خاطر (2022)، ص. 231-232.
6. ↑  دافيز (2009)، ص. 108.
7. ↑  دافيز (2009)، ص. 104، 108.
8. ↑  محمود (1936)، ص. 9.
9. ↑  دافيز (2009)، ص. 110.
10. ↑  خاطر (2022)، ص. 233.
11. ↑  رضوان (1970)، ص. 11.
12. ↑  دافيز (2009)، ص. 114.
13. ↑  دافيز (2009)، ص. 120.
14. ↑  محمود (1936)، ص. 10.
15. ↑  دار ومطابع الشعب (1959)، ص. 74.
16. 1 2  لجنة تخليد (1957)، ص. 5-6.
17. 1 2 3  دافيز (2009)، ص. 115-117.
18. 1 2  دافيز (2009)، ص. 121-123.
19. 1 2 3  رفاعي (1977)، ص. 182-183.
20. ↑  محمود (1936)، ص. 11-13.
21. ↑  رضوان (1970)، ص. 82.
22. 1 2  محمود (1936)، ص. 15-19.
23. 1 2  خاطر (2022)، ص. 235.
24. ↑  فريد (1978)، ص. 327.
25. 1 2 3  دافيز (2009)، ص. 126-127.
26. ↑  رضوان (1970)، ص. 57.
27. ↑  محمود (1936)، ص. 36.
28. ↑  حرب (2008)، ص. د-و.
29. ↑  محمود (1936)، ص. 37.
30. ↑  دافيز (2009)، ص. 109.
31. ↑  دافيز (2009)، ص. 127.
32. ↑  الوقائع المصرية (1956)، ص. 1-2.
33. ↑  عفيفي (1953)، ص. 217.
34. ↑  الجميعي (1995)، ص. 28، 63-68.
35. ↑  أبو زيد (1997)، ص. 171-172.
36. ↑  رضوان (1970)، ص. 68.
37. ↑  محمود (1936)، ص. 62.
38. 1 2  دافيز (2009)، ص. 128.
39. 1 2 3  محمود (1936)، ص. 63-64.
40. 1 2  كامل (1999)، ص. 5.
41. ↑  محمود (1936)، ص. 64.
42. ↑  خاطر (2022)، ص. 235-236.
43. ↑  دافيز (2009)، ص. 99-100.
44. ↑  دافيز (2009)، ص. 108-109.
45. ↑  محمود (1936)، ص. 61-62.
46. ↑  محمود (1936)، ص. 60-61، 65، 68-69.
47. ↑  محمود (1936)، ص. 84.
48. ↑  رضوان (1970)، ص. 131.
49. ↑  خاطر (2022)، ص. 236-237.
50. 1 2  أحمد (2020)، ص. 184.
51. ↑  محمود (1963)، ص. 74.
52. ↑  دافيز (2009)، ص. 118-119.
53. 1 2  أحمد (2020)، ص. 183.
54. 1 2 3 4  الإدارة العامة (1971)، ص. 152-156.
55. 1 2 3  خاطر (2022)، ص. 241-242.
56. 1 2  رفاعي (1977)، ص. 169-170.
57. 1 2  خاطر (2022)، ص. 238-239.
58. 1 2 3  رفاعي (1977)، ص. 171.
59. ↑  الإدارة العامة (1971)، ص. 20-22.
60. ↑  خاطر (2022)، ص. 239-240.
61. ↑  خاطر (2022)، ص. 243.
62. ↑  دافيز (2009)، ص. 129-132.
63. ↑  دافيز (2009)، ص. 135-136.
64. 1 2  دافيز (2009)، ص. 137-140.
65. ↑  دافيز (2009)، ص. 142-143.
66. ↑  دافيز (2009)، ص. 148-149.
67. 1 2  دافيز (2009)، ص. 145-147.
68. 1 2 3  دافيز (2009)، ص. 149-150.
69. 1 2  محمود (1936)، ص. 89-90.
70. ↑  لجنة تخليد (1957)، ص. 8.
71. ↑  محمود (1936)، ص. 92.
72. 1 2  محمود (1936)، ص. 92، 95-97.
73. ↑  رفاعي (1977)، ص. 202-203.
74. ↑  دافيز (2009)، ص. 107.
75. ↑  القرار الملكي لمنح طلعت حرب رتبة الباشوية  – عبر ويكي مصدر.
76. ↑  محمود (1936)، ص. 97.
77. 1 2 3  دافيز (2009)، ص. 155-156.
78. 1 2  محمود (1936)، ص. 99.
79. ↑  الإدارة العامة (1971)، ص. 267.
80. ↑  دافيز (2009)، ص. 204-209.
81. ↑  دافيز (2009)، ص. 197-199.
82. ↑  رفاعي (1977)، ص. 204-205.
83. 1 2 3  دافيز (2009)، ص. 208-209.
84. ↑  دافيز (2009)، ص. 164.
85. ↑  دافيز (2009)، ص. 137.
86. ↑  محمود (1936)، ص. 101-107.
87. ↑  دافيز (2009)، ص. 191.
88. 1 2  دافيز (2009)، ص. 195-196.
89. ↑  الإدارة العامة (1971)، ص. 257.
90. ↑  دافيز (2009)، ص. 202.
91. ↑  محمود (1936)، ص. 113.
92. ↑  محمود (1936)، ص. 120-123.
93. ↑  دافيز (2009)، ص. 200.
94. ↑  محمود (1936)، ص. 114-119.
95. ↑  محمود (1936)، ص. 126.
96. ↑  رضوان (1970)، ص. 172.
97. ↑  رفاعي (1977)، ص. 216.
98. ↑  الإدارة العامة (1971)، ص. 191.
99. ↑  دافيز (2009)، ص. 165-166.
100. ↑  رفاعي (1977)، ص. 214-216.
101. ↑  دافيز (2009)، ص. 166، 178.
102. ↑  محمود (1936)، ص. 138-142.
103. 1 2 3 4 5 6  قنديل، فؤاد (يوليو 1995). "ستديو مصر أقدم وأكبر ستديوهات السينما العربية". مجلة العربي ع. 439. مؤرشف من الأصل في 2024-02-28.{{استشهاد بدورية محكمة}}:  صيانة الاستشهاد: ref duplicates default (link)
104. ↑  دافيز (2009)، ص. 208، 212.
105. 1 2 3  الإدارة العامة (1971)، ص. 74-76.
106. 1 2 3  رفاعي (1977)، ص. 218-220.
107. ↑  أحمد (2020)، ص. 190-192.
108. ↑  دافيز (2009)، ص. 179.
109. ↑  دافيز (2009)، ص. 183-184.
110. 1 2  دافيز (2009)، ص. 182، 188.
111. ↑  رفاعي (1977)، ص. 221.
112. ↑  رفاعي (1977)، ص. 227.
113. ↑  الإدارة العامة (1971)، ص. 139.
114. ↑  لجنة تخليد (1957)، ص. 11.
115. ↑  محمود (1936)، ص. 21-25.
116. ↑  دافيز (2009)، ص. 125.
117. ↑  حرب (1905)، ص. 177.
118. ↑  محمود (1936)، ص. 26-27.
119. ↑  محمود (1936)، ص. 28-29.
120. ↑  محمود (1936)، ص. 28.
121. ↑  دافيز (2009)، ص. 123-125.
122. ↑  القماش (2005)، ص. 15627.
123. ↑  مطبعة مصر (1927)، ص. أ-ح.
124. ↑  دافيز (2009)، ص. 22.
125. ↑  الجريدة الرسمية (1980)، ص. 1754.
126. ↑  شوقي (2012)، ص. 758-760.
127. ↑  شوقي (2012)، ص. 763.
128. ↑  شوقي (2012)، ص. 503-504.
129. ↑  ما موقفي في مصرف للمال  – عبر ويكي مصدر.
130. ↑  عاد حقا أن المحلة كبرى  – عبر ويكي مصدر.
131. ↑  أرسلان (2012)، ص. 94.
132. ↑  بيرك (1987)، ص. 72.
133. ↑  الزيات (1939)، ص. 1887.
134. 1 2 3  إبراهيم (2017)، ص. 31.
135. ↑  الجريدة الرسمية (2024)، ص. 2.
136. ↑  الوقائع المصرية (2015)، ص. 7.
137. ↑  الإدارة العامة (1971)، ص. 118.
138. ↑  فتح الله (2001)، ص. 59.

### وب
1. ↑  إبراهيم، رأفت (13 أغسطس 2014). "الذكرى الـ 73 لوفاة أبو النهضة الاقتصادية بمصر". اليوم السابع. مؤرشف من الأصل في 2015-01-28. اطلع عليه بتاريخ 2025-07-16.
2. ↑  "طلعت حرب". الهيئة العامة للاستعلامات. مؤرشف من الأصل في 2022-07-28. اطلع عليه بتاريخ 2025-07-16.
3. ↑  "25 نوفمبر 1867 مولد محمد طلعت حرب - مؤسس بنك مصر". الأهرام الرقمي. مؤرشف من الأصل في 2015-05-28.
4. ↑  بدوي، عبد الرحمن (25 نوفمبر 2014). "في ذكرى رحيله.. طلعت حرب أول من عالج مصر اقتصاديًا ومهد لعودة القناة وأدخل المصريين لعالم البنوك". الأهرام. مؤرشف من الأصل في 2018-07-01. اطلع عليه بتاريخ 2015-05-28.
5. ↑  "فى حوار لم يحدث مع طلعت حرب: أنشأت استديو مصر لأسباب ثقافية واقتصادية ووطنية.. وأصدرت قراراً بمنع تمويل «البنك» لأى مشروع يسىء للخُلق العام". المصري اليوم. 19 يوليو 2010. مؤرشف من الأصل في 2024-01-09. اطلع عليه بتاريخ 2025-07-16.
6. ↑  عبد الحميد، أشرف (12 ديسمبر 2014). "فنانو الثلاثينات في فيديو نادر بافتتاح "استوديو مصر"". العربية. اطلع عليه بتاريخ 2025-07-20.
7. ↑  إبراهيم، إبراهيم خليل (20 ديسمبر 2009). "الاقتصادي الوطني". دنيا الوطن. مؤرشف من الأصل في 2023-12-15.
8. ↑  ميشيل، ماريان (7 مايو 2015). "بالصور.. حكاية بنك مصرى أراد الإنجليز إفلاسه". مؤرشف من الأصل في 2016-03-10.
9. ↑  "وفاة طلعت حرب باشا رائد الاقتصاد المصرى- 13 أغسطس 1941 م". الأهرام. مؤرشف من الأصل في 2015-05-28.
10. ↑  عبد الرحمن، محمد (13 أغسطس 2023). "طلعت حرب في ذكرى رحيله.. كيف وصفت الصحافة جنازته؟". اليوم السابع. مؤرشف من الأصل في 2024-09-16. اطلع عليه بتاريخ 2025-07-20.
11. ↑  قتاية، محمود (22 نوفمبر 2012). "هل ساندها أم قوض أحلامها ؟! طلعت حرب وتحرير المرأة". مجلة حواء. مؤرشف من الأصل في 2018-07-06.
12. ↑  الحمامصي، محمد (12 يونيو 2011). "1933 هدى شعراوي وطلعت حرب يكرمان أول طيارة". البيان. اطلع عليه بتاريخ 2025-07-20.
13. ↑  
"طلعت حرب". معجم البابطين لعشراء العربية في القرنين التاسع عشر والعشرين. مؤرشف من الأصل في 2016-03-05. اطلع عليه بتاريخ 2015-05-28.
14. ↑  عاطف، سمير. "كسوة الكعبة والحرم المكي المهداه لطلعت حرب في مكتبة الإسكندرية". صحيفة المدينة. مؤرشف من الأصل في 2016-03-04.
15. ↑  محمد، طه (5 أكتوبر 2002). "ترميم كسوة الكعبة المشرفة المهداة إلى مكتبة الإسكندرية". صحيفة الجزيرة. مؤرشف من الأصل في 2016-03-05.
16. ↑  "نعي السفير جلال عبدالوهاب عزت". الأهرام. 23 نوفمبر 2006. مؤرشف من الأصل في 2013-12-02.
17. ↑  "أسرة طلعت حرب تكشف مزاعم سيدة تدعى أنها حفيدة رائد الاقتصاد المصرى وتطلب المساعدة". اليوم السابع. 28 أغسطس 2020. اطلع عليه بتاريخ 2025-07-20.
18. ↑  "أتى من مصر طلعتها بن حرب لمعروف الرصافي". الديوان. مؤرشف من الأصل في 2021-11-29. اطلع عليه بتاريخ 2025-07-20.
19. 1 2  "ما موقفي في مصرف للمال لجبران خليل جبران". الديوان. مؤرشف من الأصل في 2023-10-14. اطلع عليه بتاريخ 2025-07-20.
20. ↑  كامل، رشاد (6 يونيو 2020). "رد الاعتبار لطلعت حرب!". صباح الخير. مؤرشف من الأصل في 2025-08-07. اطلع عليه بتاريخ 2025-07-21.
21. ↑  إمبابي، إيمان محمد (15 سبتمبر 2009). "عندما يتكلم الحجر عن البشر!". مؤرشف من الأصل في 2014-12-16.
22. ↑  فاروق، خالد (15 أكتوبر 2013). "طلعت حرب.. رائد الاقتصاد الوطني". مجلة روز اليوسف. مؤرشف من الأصل في 2016-03-14.
23. ↑  البحراوي، نظيمة؛ محمود، أحمد (30 يوليو 2013). "أولتراس ثورجي تنظم مسيرة للقصاص للشهداء في الزقازيق". الوطن. مؤرشف من الأصل في 2023-12-12. اطلع عليه بتاريخ 2025-07-16.
24. ↑  هجرس، هبة (21 يونيو 2010). "أسماء الشوارع جزء من التاريخ". مؤرشف من الأصل في 2014-12-16.
25. ↑  عصام الدين، مروة (29 مايو 2011). "ماذا حدث اليوم في شارع طلعت حرب بالأسكندرية؟!". بوابة الشباب. مؤرشف من الأصل في 2017-02-11.
26. ↑  الديب، فتحية (12 يونيو 2013). "6 ملايين جنيه لتطوير ميدان عرابى بمدينة الزقازيق بالشرقية". اليوم السابع. مؤرشف من الأصل في 2013-12-02. اطلع عليه بتاريخ 2025-07-16.
27. ↑  "مركز طلعت حرب الثقافي في سطور". مركز طلعت حرب الثقافي. مؤرشف من الأصل في 2014-06-05.
28. ↑  "تجديد نادي طلعت حرب - موقع بنك مصر". مؤرشف من الأصل في 2015-01-28. اطلع عليه بتاريخ 2014-01-19.
29. 1 2  عاشور، صفاء (3 فبراير 2019). "متحف طلعت حرب يوثِّق تاريخ النضال الوطني في القاهرة". الشرق الأوسط. اطلع عليه بتاريخ 2025-07-20.
30. ↑  يعقوب، أحمد (27 مايو 2011). "بنك مصر يفتتح متحف توثيق التراث مع أحفاد طلعت حرب". اليوم السابع. مؤرشف من الأصل في 2023-12-12. اطلع عليه بتاريخ 2025-07-16.
31. ↑  "بنك مصر يفتتح متحفا لتوثيق تراثه وتاريخه العريق". الأهرام. 29 مايو 2011. مؤرشف من الأصل في 2014-12-16.
32. ↑  السعدني، محمد (28 مايو 2011). "«قلادة النيل» من أحفاد طلعت حرب لـ« متحف جدهم»". المصري اليوم. مؤرشف من الأصل في 2018-07-01. اطلع عليه بتاريخ 2014-01-19.
33. ↑  "هواة الطوابع البريدية". البريد المصري. مؤرشف من الأصل في 2017-06-08.
34. ↑  حسن، محمد (13 أغسطس 2019). "في ذكرى رحيله.. 5 أعمال فنية تناولت شخصية طلعت حرب". بوابة الشروق. مؤرشف من الأصل في 2019-09-26. اطلع عليه بتاريخ 2025-07-16.
35. ↑  البهي، أحمد (17 مايو 2025). "إنعام محمد علي : علاقتي بمسلسل طلعت حرب إنتهت l خاص". صدى البلد. مؤرشف من الأصل في 2025-05-17. اطلع عليه بتاريخ 2025-07-16.
36. ↑  عدلي، أحمد (19 مارس 2025). "«طلعت حرب» يعيد التلفزيون المصري إلى ساحة الإنتاج الدرامي". الشرق الأوسط. اطلع عليه بتاريخ 2025-07-16.

## ثبت المراجع
منشورات
- حرب، محمد طلعت (1905). تربية المرأة والحجاب (ط. 2). القاهرة: مطبعة المنار.
- مجموعة خطب محمد طلعت حرب بك. مطبعة مصر. 1927.
- حافظ محمود؛ مصطفى كامل الفلكي؛ محمد فتحي عمر (1936)، طلعت حرب (ط. 1)، القاهرة: مطبعة مصر، QID:Q135401378
- عفيفي، أمين مصطفى (1953). تاريخ مصر الاقتصادي والمالي في العصر الحديث (ط. 2). القاهرة: مكتبة الأنجلو المصرية.
- لجنة تخليد ذكرى محمد طلعت حرب (1957). محمد طلعت حرب. القاهرة: مطبعة مصر.
- دائرة معارف الشعب. دار مطابع الشعب. 1959. OCLC:23498314.
- رضوان، فتحي (1970). طلعت حرب: بحث في العظمة. دار الكاتب العربي.
- الإدارة العامة للتخطيط والبحوث والتدريب (1971). بنك مصر اليوبيل الذهبي 1920 - 1970. الشركة المصرية للطباعة والنشر. OCLC:964450949.
- رفاعي، محمد علي (1977). رجال ومواقف (ط. 1). القاهرة.{{استشهاد بكتاب}}:  صيانة الاستشهاد: مكان بدون ناشر (link)
- فريد، محمد (1978). مذكراتي بعد الهجرة (1904-1919). الهيئة المصرية العامة للكتاب. ج. 1.
- بيرك، جاك (1987). مصر الإمبريالية والثورة ثورة 1919. ترجمة: يونس شاهين. الهيئة المصرية العامة للكتاب.
- الجميعي، عبد المنعم إبراهيم (1995). تاريخ مصر الاجتماعي والاقتصادي في عهد محمد علي. القاهرة: مطبعة الجبلاوي. ISBN:9770088099.
- أبو زيد، فاروق (1997). الفكر الليبرالي في الصحافة المصرية. القاهرة: عالم الكتب.
- كامل، رشاد (1999). طلعت حرب ضمير وطن. المجلس القومي للشباب.
- فتح الله، إيزيس؛ كامل، محمود (2001). أم كلثوم (ط. 1). مدينة نصر: دار الشروق.
- الزركلي، خير الدين (2002). الأعلام (ط. 15). بيروت: دار العلم للملايين.
- القماش، عبد الرحمن (2005). الحاوي في تفسير القرآن الكريم.
- حرب، محمد طلعت (2008). قناة السويس (ط. 3). القاهرة: دار الكتب والوثائق القومية.
- دافيز، إيريك (2009). طلعت حرب وتحدى الاستعمار. ترجمة: هشام عبد الغفار (ط. 1). القاهرة: مكتبة الشروق. OCLC:949470933.
- أرسلان، شكيب (2012) [1930]. لماذا تأخر المسلمون؟ ولماذا تقدم غيرهم. وندسور: مؤسسة هنداوي. ISBN:9781527303805.{{استشهاد بكتاب}}:  صيانة الاستشهاد: ref duplicates default (link)
- أحمد شوقي (2012). الشوقيات. وندزر، بيركشاير: مؤسسة هنداوي. ISBN:978-1-5273-0431-4. QID:Q121091709.

الدوريات
- الزيات، أحمد حسن (2 أكتوبر 1939). "قالوا استقال طلعت حرب". الرسالة ع. 326.{{استشهاد بدورية محكمة}}:  صيانة الاستشهاد: ref duplicates default (link)
- إبراهيم، جيهان؛ شديد، منى (1 يناير 2017). "تقييم فاعلية تشريعات التنسيق الحضاري في القاهرة الخديوية ازدواجية الخبير والمستعمل مع ذکر خاص ميدان طلعت حرب". Journal of Urban Research. ج. 23 ع. 1. DOI:10.21608/jur.2017.89075. ISSN:2682-4515. مؤرشف من الأصل في 2024-09-03.
- أحمد، مصطفی يونس (1 يناير 2020). "محمد طلعت حرب والغرف التجاریة المصریة 1913-1941". مصر الحدیثة. ج. 19 ع. 19. DOI:10.21608/nmisr.2020.224999. ISSN:2314-8098. مؤرشف من الأصل في 2025-05-16.{{استشهاد بدورية محكمة}}:  صيانة الاستشهاد: ref duplicates default (link)
- خاطر، هاجر مهدي؛ عبد، نادية ياسين (أبريل 2022). "محمد طلعت حرب، ودوره في تأسيس بنك مصر 1920م". مجلة دراسات في التاريخ والأثار ع. ملحق 81. مؤرشف من الأصل في 2025-01-25.

القرارات الحكومية
- "قرار رئيس الجمهورية بالقانون 285 لسنة 1956". الوقائع المصرية. ع. 60. 26 يوليو 1956.
- "منح قلادة النيل العظمي لاسم المرحوم طلعت حرب رائد الاقتصاد المصري". الجريدة الرسمية. ع. 41. 9 أكتوبر 1980. مؤرشف من الأصل في 2025-01-24.
- "وزارة الآثار والتراث قرار رقم 259 لسنة 2014". الوقائع المصرية (نُشِر في 13 يناير 2015). 30 يونيو 2014. مؤرشف من الأصل في 2025-08-07.
- "قرار رئيس مجلس الوزراء رقم 62 لسنة 2024". الجريدة الرسمية (نُشِر في 10 يناير 2024). ع. 1 مكرر (ج). 8 يناير 2024. مؤرشف من الأصل في 2025-05-14.

## للاستزادة
- قاسم، طه عبد العليم (1980). بنك مصر وطلعت حرب: صفحات من التاريخ. بنك مصر. ISBN:9789770813416.
- البشري، طارق (2002). شخصيات وقضايا معاصرة. دار الهلال للطباعة. ISBN:9789770708385.
- عبد الغفار، هشام سليمان (2010). طلعت حرب، الوطني العظيم. مؤسسة دار الهلال. OCLC:674843383.

## وصلات خارجية
- رابطة أدباء الشام: الاقتصادي المصري محمد طلعت حرب.
- فيلم وثائقي عن طلعت حرب من إصدار الجزيرة